# Maison au 7, place de l'Étoile à Obernai
La maison au 7, place de l'Étoile est un monument historique situé à Obernai, dans le département français du Bas-Rhin.

## Localisation
Ce bâtiment est situé au 7, place de l'Étoile à Obernai.

## Historique
L'édifice fait l'objet d'une inscription au titre des monuments historiques depuis 1929.